# Melasina deposita
Melasina deposita är en fjärilsart som beskrevs av Edward Meyrick 1919. Melasina deposita ingår i släktet Melasina och familjen säckspinnare. Inga underarter finns listade i Catalogue of Life.